# はれときどきぶた
『はれときどきぶた』は矢玉四郎原作の児童文学作品。1980年初版。略称ははれぶた。
小学校3年生である主人公の畠山則安が未来の日付で日記に書いた荒唐無稽なことが現実になってしまうというストーリー。続編も書かれ（本稿で述べる）、アニメ映画やテレビアニメが制作された。日本国外でも英語版、中国語版、タイ語版などが翻訳出版されている。

## はれぶたシリーズ
すべて岩崎書店から出版。
はれときどきぶた
1980年9月5日 ISBN 4265916139
少年・則安が自分の日記を母親に読まれてからは母親を驚かすべく、明日日記なるものをつけるが、日記に書いたことが現実になってしまう。
日記の日付と曜日の関係は、初版刊行の翌年にあたる1981年のもの（参照）と同じである。
英語版（訳：キース・ホールマン）：Fair, then Partly Piggy 1986年9月25日 ISBN 4265800386
あしたぶたの日ぶたじかん　
1985年7月29日 ISBN 4265916287
則安は『ほんと新聞』を作って掲示板に貼るがクレームがくる。そこで『うそ新聞』を作って貼るのだが……。
英語版（訳：キース・ホールマン）：Tomorrow is Pig Day! and Pig Time! 1989年 ISBN 4265800564
ぼくときどきぶた　
1987年9月26日 ISBN 4-265-91636-8
則安は花村さんと中川くんと学級会で紙芝居を作った。ところがその紙芝居から……。
英語版（訳：キース・ホールマン）：Sometimes I'm a Pig 1989年 ISBN 4265800572
ぼくへそまでまんが
1990年9月28日 ISBN 4265916538
学校で大恥をかいた則安は、これをネタに漫画を描く事を思いつく。だがやがて……。
ゆめからゆめんぼ
1993年9月30日 ISBN 4265916562
則安はマウンテンバイクがどうしても欲しい。だがある時寝ようとしていたら、不思議な生物が……。
ヒッコスでひっこす
1996年1月17日 ISBN 4265041264
ある日、則安の家の下に不発弾が埋まっているという。家ごと引っ越す機械ヒッコスをもらうが……。
はれときどきたこ　
2002年9月30日 ISBN 4265028403
街の地図を作っている則安達グループ。すると則安は『やぎしふ』というお店を見つけ……。
はれときどきアハハ　
2007年8月31日 ISBN 4265820093
則安は父親からアハハエンという名前の遊園地のチケットをもらう。
はれときどきあまのじゃく　
2010年9月30日 ISBN 4265820301
学校でも家でも、「あまのじゃくだ」といわれた則安君。「あまのじゃくって何？」と思ってパソコンで調べているうちに、画面からアマノジャクがとびだしてきた！
はれたまたまこぶた　
2013年7月31日 ISBN 4265820409
たまちゃんは、ぶたをみつけるめいじんです。いろんなところから、こぶたがでてきます。こんどはたまたまたまちゃんが主役なの!!

## 登場人物
畠山 則安（はたけやま のりやす）
主人公。友達から十円安（じゅうえんやす）というあだ名で呼ばれている。普通の少年だがたびたび現実離れした体験をする。ハンカチと間違えて玉ちゃんのパンツをもってきてしまい、大恥をかいた。
玉ちゃん（たまちゃん）
則安の妹。
父さん
則安の父。
母さん
則安の母。のんきな性格で、息子の日記を勝手に読みばれたらごまかすなどしたたかなところも。
和子先生
則安のクラスの先生。則安に日記を勧める。ぼくときどきぶたからは、米田先生として登場している。
吉本さん
あしたぶたの日ぶたじかんに登場。則安のクラスメートの女の子。則安に忘れんぼ日本一と新聞に出された事で怒って泣き出し、それで則安はクラス中の女の子につるし上げにされた。
横山よしお
あしたぶたの日ぶたじかんに登場。則安の同級生。彼の母親が事故に遭って軽傷を負い、則安がそれを新聞にしたが、母親が太っていると書かれてあることに激怒して新聞をはがし、則安の口に押し込んだ。
元井先生
体育教師。いつも竹刀を振り回している。一見怖そうだが、則安曰く面白い先生。「ぼくときどきぶた」から「ゆめからゆめんぼ」まで登場している。ぼくときどきぶたでは、魔王に豚に変えられなかった唯一の人物。
中川くん
則安の友達。「ぼくときどきぶた」、「ゆめからゆめんぼ」、「はれときどきたこ」に登場している。
花村さん
則安の友達の女の子。「ぼくときどきぶた」から「ゆめからゆめんぼ」、「はれときどきたこ」に登場している。
魔王
ぼくときどきぶたに登場。則安と中川くんと花村さんが考えた紙芝居の悪役登場キャラクター。不思議な力を持っている。突然、紙芝居から飛び出してあらゆるものを豚に変えてしまう。
ゆめんぼ
ゆめからゆめんぼに登場。則安が出会った夢の配達人。ゆめっこと言う夢の元を人間に配っている。欲しかったマウンテンバイクがもらえる夢をみせるよう則安にせがまれて彼をゆめびんきょくへ案内する。女の子のようなしゃべり方する。
アナホリ会社の社長
ヒッコスでひっこすに登場。則安の家の下に不発弾が埋まっていると告げ、畠山家を引っ越させる。その際、家ごと引っ越す機械『ヒッコス』を与えた。
実際は不発弾が埋まっている事は建前で、実際は畠山家の地下に眠る「黄金グモ」を掘りだす事だった事が判明し、則安以外は彼の正体は大泥棒だった事に呆れていた（一方、対象を辺境に送り始末する事が出来るヒッコスを使って自分達を始末しなかった事から、そこまでの悪人では無かったのではと則安は考えている）。
ヒッコス
ヒッコスでひっこすに登場。アナホリ会社が用意した最新型引っ越しロボット。家を動かす為のエンジンロボットの「ヒッコス1」と、行き先を決めるコントローラーロボットの「ヒッコス2」の二機でセットとなっている。ヒッコス2に引っ越し先を書いた白紙のカードを口の中に入れると、その家と中に居る生物や物品が一瞬で目的地にテレポートする。
家の付近が地下の場合は地上に続く階段が出現したりなど、融通も効く様になっている。漫画の中の世界など、現実とは別の世界への移動も可能。ただし家の場所が大木や河川などの基礎が不安定な場所の場合は、家が傾いたり流されたりなどのトラブルが発生する事がある。また、白紙のカードは全部で17枚で、最大17回まで引っ越しが可能だが、一度使用したカードは使用できなくなる（別のカードを使用して同じ場所へ行く事自体は可能）。社長が用意したカードとは別のカード（テレホンカードや銀行のカードなど）を入れる事も可能で、その場合はそのカードに対応した異世界へと転送される。名刺を入れた場合は記載された住所へと転送される。引っ越しが終わると、ヒッコス1とヒッコス2が合体し、自動的にアナホリ会社の社長の元へ帰還する様プログラムされている。
おばさん
はれときどきたこに登場。則安が見つけたお店「やぎしふ」を営んでおり、次々と則安に言葉が変になるお菓子を与えた。しかし、その正体はナナモキという異星人で、人間界の言葉を変にした罪で言葉の神様に裁かれてしまう。
ぐにゃぐにゃえんぴつ
はれときどきアハハに登場。アハハエンで子供たちに配られているしゃべるえんぴつ。

## アニメ映画
1988年8月23日公開。製作は学習研究社とオープロダクション。上映時間は73分。

### 声の出演
- 畠山則安：浪川大輔
- お父さん：玄田哲章
- お母さん：吉田理保子
- 玉ちゃん：佐久間レイ
- 林田町会長：高木均
- 和子先生：高田由美
- 米田先生：鵜飼るみ子
- 山田：野沢雅子
- 小関一
- 鈴木清信
- 津久井教生
- 片岡富枝
- 浅井淑子
- 巴菁子
- 松岡洋子
- 高山みなみ
- 小林輝世子
- 小山ゆかり
- 中村ひろみ
- 河原佳代子

### スタッフ
- 原作：矢玉四郎
- 製作：児山敬一、村田耕一
- 企画：倉田幸雄、米川功真
- プロデューサー：杉山豊、米川功真、浅利義美
- 脚本：竹内啓雄、高屋敷英夫
- キャラクターデザイン/作画監督：小松原一男
- 美術：門野真理子
- 撮影監督：玉川芳行
- 音楽：柳田ヒロ
- 音響監督：山田悦司
- 監督：平田敏夫

### 原作と相違点
- 「あしたぶたの日 ぶたじかん」で、ぶたの日では原作でのぶた時間の後のぶたまつりの場面が映画ではカットされている。
- 物語のラストで原作では燃え残っていた掲示板の御神木を集めて掲示板のようなものを作って、うそほんと新聞を貼った後、新聞の内容とは効果が程遠いものの少々発揮した場面が描かれていたが、映画ではそのような描写はみられなかった。

### 主題歌
オープニングテーマ
- 「こころ宇宙」
  - 作詞 - 矢玉四郎 / 作編曲 - 柳田ヒロ / 歌 - ぶうびいぷう

エンディングテーマ
- 「ぷわぷわるー」
  - 作詞 - 矢玉四郎 / 作編曲 - 柳田ヒロ／歌 - 広谷順子

### 書籍
- 『はれときどきぶた アニメえほん』
  - 岩崎書店、1988年。ISBN 4-265-80060-2

## 防災アニメ
防災アニメとしては、『はれときどきぶた のりやすくんの交通安全』『はれときどきぶた のりやすくんの火の用心』『はれときどきぶたの交通安全』『はれときどきぶたの地震用心日記』が制作されている。これらの作品は、警察署や役所・図書館などで貸し出しを行なっている。前者2作品は原作版が、後者2作品はTVアニメ版がそれぞれベースとなっている。また、各作品とも製作・配給は東映株式会社が担当した。なお、メディアは16mmフィルムとビデオのみであり、DVDなどのリリースはない。
『はれときどきぶた のりやすくんの交通安全』
1992年製作。15分。
原作版「はれぶた」シリーズの則安とその仲間たちが登場し、飛び出しの怖さや、交通ルールを守ることの大切さなどを一緒に考える。
日記に嘘を書くのを止めた則安だが、ブタさんが懐かしくて、「ブタさんに会う日」と嘘の文を書くと…。
『はれときどきぶた のりやすくんの火の用心』
1994年製作。10分。
原作版「はれぶた」シリーズの則安とその仲間たちが登場し、花火など火遊びの怖さや119番通報の仕方などを教える。
『はれときどきぶたの交通安全』
1999年製作。15分。
TVアニメ版「はれぶた」の則安とその仲間たちが、楽しく交通ルールを学べるように構成されている。
主人公の則安が落とした日記を拾ったおにぎり山とナベシンは、則安に届けてあげることにした。
『はれときどきぶたの地震用心日記』　
1999年製作。11分。
TVアニメ版「はれぶた」の則安とその仲間たちが、日頃の防災訓練の大切さや災害時の行動についてわかりやすく教えてくれる。
則安の家では防災五つの心得を復習していた。そこへ転校生のナマズ君がやってくる。ナマズ君は日に日に大きくなって……。

## イベント版
イベント、コミュニケーションカーニバル 夢工場'87にて、専用アトラクションが設けられていた。提供はサントリー。

## 楽曲
- 「はれときどきぶた」
  - 作詞：矢玉四郎、作曲：白鳥澄夫、編曲：佐藤寛、歌：内田崇吉
  - 『ひらけ!ポンキッキ』挿入歌。
  - 1987年5月、キャニオンレコードからシングルとして発売（品番は6G0089）。
  - ビクターエンタテインメントからは、大和田一樹によるカバー版が発売された。